# Tricheurois
Tricheurois is een geslacht van vlinders van de familie Uilen (Noctuidae), uit de onderfamilie Noctuinae.

## Soorten
- T. cuprina Moore, 1881
- T. nigrocuprea Moore, 1867
- T. retrusa Püngeler, 1906
- T. tibetica Boursin, 1965